# Lisa Scottoline

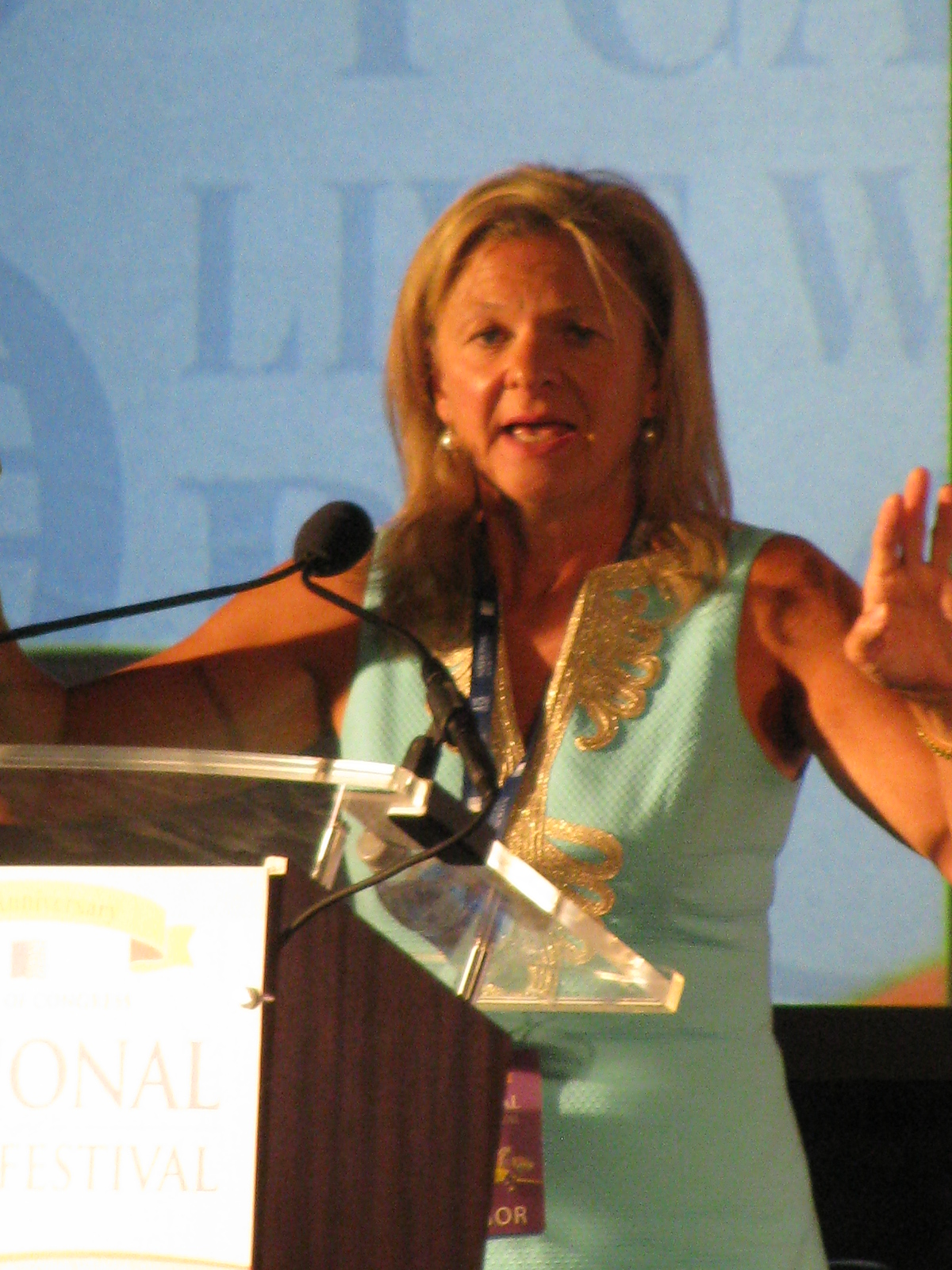
Lisa Scottoline, 2015

Lisa Scottoline, eigentlich Lisa Scott (* 1. Juli 1955 in Philadelphia, Pennsylvania, Vereinigte Staaten), ist eine US-amerikanische Juristin und Schriftstellerin.

## Leben
Lisa Scott studierte bis 1976 mit Bestnoten Anglistik an der University of Pennsylvania und bis 1981 Jura an der University of Pennsylvania Law School. Sie arbeitete als Richterin am Pennsylvania Superior Court, dem Berufungsgericht ihres Heimatstaates, und stieg später bei einer großen Kanzlei in Philadelphia als Prozessanwältin ein. Nach der Geburt ihrer Tochter verließ sie 1986 die Anwaltskanzlei und begann zu schreiben. 1994 kehrte sie in ihren Beruf zurück und wurde Verwaltungsjuristin am United States Court of Appeals, dem US-Appellationsgericht.
Von den Büchern, die teilweise unter ihrem richtigen Namen Lisa Scott und teilweise unter der Namenserweiterung Lisa Scottoline veröffentlicht wurden, überzeugte bereits 1994 ihr erster Roman Die Katze war noch da (im Original: Everywhere that Mary went) Publikum und Kritiker gleichermaßen. Für ihr zweites Buch Rosen sind rot (im Original Final Appeal) erhielt sie den Edgar Allan Poe Award, den begehrtesten Preis für Kriminalliteratur in Amerika. Von den vielen nachfolgenden Romanen erreichten Fatal (im Original Look Again) und das bislang noch nicht ins Deutsche übersetzte Don’t Go jeweils Platz 2 der Bestsellerliste der New York Times. Auch in anderen Bestsellerlisten platzierte sie sich. Außerdem erhielt sie weitere Auszeichnungen. Ihre Bücher wurden in viele Sprachen übersetzt und erschienen in bislang 35 Ländern. Allein in den USA beträgt die Gesamtauflage über 30 Millionen Exemplare. Es stehen auch Verfilmungen an.
Die Geschichten ihrer Rosato-&-Associates- und Rosato-&-DiNunzio-Serie ranken sich um die in einer Kanzlei beschäftigten Anwältinnen und ihre Fälle.
Sie war Präsidentin der Mystery Writers of America.
Lisa Scottoline rezensiert ferner populäre Romane und Sachbücher für die New York Times, die Washington Post und den Philadelphia Inquirer.
Zusammen mit ihrer Tochter Francesca Serritella schreibt sie seit März 2007 eine humorvolle Sonntags-Kolumne für den Philadelphia Inquirer. Als Sammelband erreichen auch diese Anekdoten und Betrachtungen hohe Auflagenzahlen. Der erste derartige Band heißt Why My Third Husband Will Be a Dog. The Amazing Adventures of an Ordinary Woman (dt.: Warum mein dritter Ehemann ein Hund sein wird. Die erstaunlichen Abenteuer einer gewöhnlichen Frau) und erschien 2009. Die Hörbuchausgabe davon wurde ebenfalls prämiert.
Die erfolgreiche Autorin lebt – umgeben von vielen Haustieren – in der Nähe von Philadelphia.

## In deutscher Sprache erschienene Bücher
- Die Katze war noch da. Limes Verlag, München 1996, ISBN 3-8090-2410-4.
- Die Lady mischt die Karten. Limes Verlag, München 1997.
- Rosen sind rot. Limes Verlag, München 1997, ISBN 3-8090-2419-8.
- Rudern ist kein Alibi. Limes Verlag, München 1998, ISBN 3-8090-2435-X.
- Freispruch für einen Mörder. Limes Verlag, München 1999, ISBN 3-8090-2447-3.
- Die Zwillingsschwester. Limes Verlag, München 2000, ISBN 3-8090-2453-8.
- Und wenn du nicht die Wahrheit sprichst. Goldmann Verlag, München 2001, ISBN 3-442-35408-0.
- Alte Schulden. Goldmann Verlag, München 2002, ISBN 3-442-35608-3.
- Mord mit kleinen Fehlern. Goldmann Verlag, München 2003, ISBN 3-442-35861-2.
- Mord unter Schwestern. Blanvalet Verlag, München 2004, ISBN 3-442-36081-1.
- Rosenmord. Blanvalet Verlag, München 2005, ISBN 3-442-36294-6.
- Tote ruhen nicht. Blanvalet Verlag, München 2006, ISBN 3-442-36239-3.
- Alte Schuld. Blanvalet Verlag, München 2006, ISBN 3-442-36554-6.
- Die Staatsanwältin. Blanvalet Verlag, München 2007, ISBN 978-3-442-36590-6.
- Stummer Verrat. Blanvalet Verlag, München 2008, ISBN 978-3-442-37071-9.
- Die Richterin. Blanvalet Verlag, München 2008, ISBN 978-3-442-36802-0.
- Fatal. Blanvalet Verlag, München 2010, ISBN 978-3-442-37374-1.
- Schwesternkuss. Blanvalet Verlag, München 2011, ISBN 978-3-442-37375-8.
- Rabenmutter. Blanvalet Verlag, München 2012, ISBN 978-3-442-37890-6.
- Die zweite Tochter. Blanvalet Verlag, München 2013, ISBN 978-3-442-38147-0.
- Niemand sieht mich kommen. Rütten & Loening Verlag, Berlin 2016, ISBN 978-3-352-00884-9.
- One Perfect Lie. Der Schein trügt. Edition M., Luxembourg 2018, ISBN 978-2-919801-90-9.